# Курури (княжество)
Княжество Курури (яп. 久留里藩 Курури-хан) — феодальное княжество (хан) в Японии периода Эдо (1590—1871). Курури-хан располагался в провинции Кадзуса (современная префектура Тиба) на острове Хонсю.

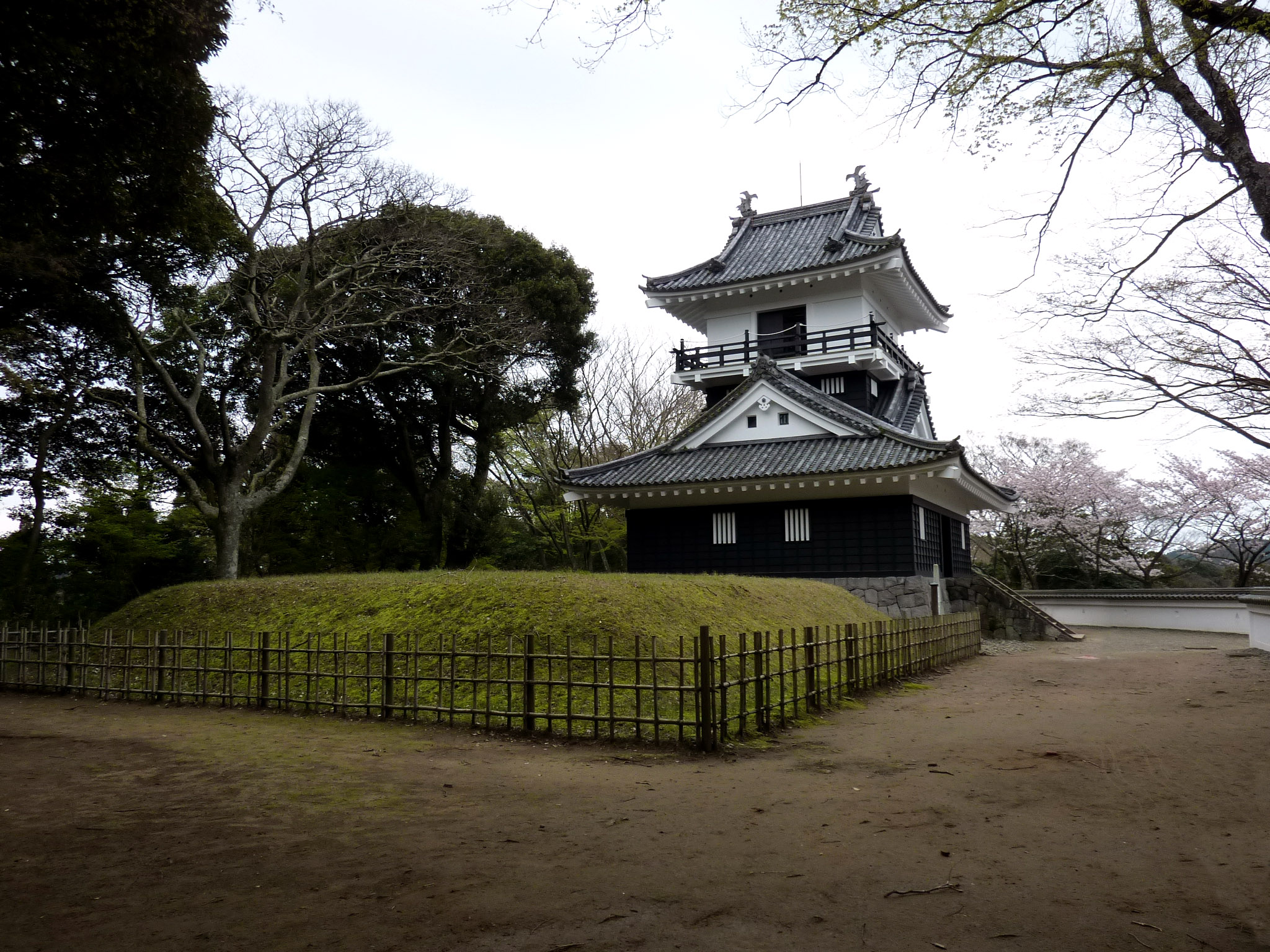
Реконструированная главная башня в замке Курури, резиденции даймё Курури-хана

Административный центр хана: Замок Курури в провинции Кадзуса (современный город Кимицу в префектуре Тиба).

## История
Замок Курури был построен в период Муромати Такэдой Нобунагой (1401—1477). С 1540 года замком владели его потомки, клан Марияцу. В период Сэнгоку усилившийся клан Сатоми из провинции Ава захватил замок Курури. Сатоми Ёситака (1507—1574) использовал его в качестве своей базы для операций против клана Го-Ходзё из замка Одавара. Несколько раз род Го-Ходзё пытался захватить замок Курури, но терпел неудачи. Только в 1564 году Го-Ходзё смогли взять замок Курури. В 1567 году род Сатоми вернул под свой контроль замок Курури.
После взятия замка Одавара в 1590 году Тоётоми Хидэёси лишил клан Сатоми его владений в провинции Кадзуса. После передачи региона Канто под контроль Токугава Иэясу он назначил правителем замка Курури одного из своих вассалов, Мацудайру (Осугу) Тадамасу (1581—1607), сына одного из своих четырёх генералов, Сакакибары Ясумасы, и назначил его даймё новообразованного княжества Курури с доходом в 30 000 коку.
Осуга Тадамаса построил большинство современных укреплений в замке Курури. После битвы при Сэкигахаре (1600) клан Осуга в 1601 году был переведен в Ёкосука-хан в провинции Суруга. В том же 1601 году новым правителем Курури-хана был назначен Цутия Таданао (1582—1612). Доход княжества был сокращен до 20 000 коку. Его потомки управляли княжеством до 1679 года, когда Цутия Наоки (1634—1681), 3-й даймё Курури-хана (1675—1679), был отстранен от власти из-за безумия, а его сын был понижен до статуса хатамото (3 000 коку).
В 1679—1742 годах Курури-хан находился под прямым управлением сёгуната Токугава. В июле 1742 года в замок Курури был переведен Курода Наодзуми (1705—1776), правивший в Нумата-хане в провинции Кодзукэ (1735—1742). Потомки последнего управляли Курури-ханом до Реставрации Мэйдзи. Курода Наотака (1849—1919), последний даймё Курури-хана (1866—1871), первоначально во время Войны Босин сражался на стороне сёгуната Токугава в битве при Уэно, но затем через два месяца перешел на сторону нового императорского правительства Мэйдзи. В 1869 году после отмены статуса даймё Курода Наотака был назначен губернатором своего княжества.
В июле 1871 года Курури-хан был ликвидирован. На территории бывшего княжества первоначально была создана префектура Курури, которая в ноябре того же 1871 года была присоединена к префектуре Кисарадзу, а позднее стала частью современной префектуры Тиба.
Согласно переписи 1869 года, в Курури-хане проживало 1189 самураев в 253 домохозяйствах, 143 асигару в 74 домохозяйствах, а также 20 766 простолюдинов в 4465 домохозяйствах. Основная резиденция даймё Курури-хана в Эдо (камиясики) находилась в Хиро-кодзи, район Ситая.

## Список даймё
| #                            | Имя и годы жизни                             | Годы правления | Титул                   | Ранг                    | Кокудара    |
| ---------------------------- | -------------------------------------------- | -------------- | ----------------------- | ----------------------- | ----------- |
| Род Осуга (фудай) 1590—1601  |                                              |                |                         |                         |             |
| 1                            | Осуга Тадамаса (1581-1607) (яп. 大須賀 忠政) | 1590-1601      | Дэва-но-ками (出羽守)   | Пятый нижний (従五位下) | 30,000 коку |
| Род Цутия (фудай) 1602—1679  |                                              |                |                         |                         |             |
| 1                            | Цутия Таданао (1582-1612) (яп. 土屋 忠直)    | 1602-1612      | Мибу-но-сё (民部少輔)   | Пятый нижний (従五位下) | 20,000 коку |
| 2                            | Цутия Тосинао (1607-1675) (яп. 土屋 利直)    | 1612-1675      | Мибу-но-сё (民部少輔)   | Пятый нижний (従五位下) | 20,000 коку |
| 3                            | Цутия Наоки (1634-1681) (яп. 土屋 直樹)      | 1675-1679      | Иё-но-ками (伊予守)     | Пятый нижний (従五位下) | 20,000 коку |
| Род Курода (фудай) 1742—1871 |                                              |                |                         |                         |             |
| 1                            | Курода Наодзуми (1705-1776) (яп. 黒田 直純)  | 1742-1775      | Ямато-но-ками (大和守)  | Пятый нижний (従五位下) | 30,000 коку |
| 2                            | Курода Наоюки (1729-1784) (яп. 黒田 直亨)    | 1775-1784      | Будзэн-но-ками (豊前守) | Пятый нижний (従五位下) | 30,000 коку |
| 3                            | Курода Наохидэ (1758-1786) (яп. 黒田 直英)   | 1784-1786      | Идзуми-но-ками (和泉守) | Пятый нижний (従五位下) | 30,000 коку |
| 4                            | Курода Наоацу (1784-1801) (яп. 黒田 直温)    | 1786-1801      | Ямато-но-ками (大和守)  | Пятый нижний (従五位下) | 30,000 коку |
| 5                            | Курода Наоката (1778-1832) (яп. 黒田 直方)   | 1801-1812      | Будзэн-но-ками (豊前守) | Пятый нижний (従五位下) | 30,000 коку |
| 6                            | Курода Наоёси (1793-1850) (яп. 黒田 直侯)    | 1812-1823      | Будзэн-но-ками (豊前守) | Пятый нижний (従五位下) | 30,000 коку |
| 7                            | Курода Наотика (1810-1854) (яп. 黒田 直静)   | 1823-1854      | Будзэн-но-ками (豊前守) | Пятый нижний (従五位下) | 30,000 коку |
| 8                            | Курода Наоясу (1819-1876) (яп. 黒田 直和)    | 1854-1860      | Исэ-но-ками (伊勢守)    | Пятый нижний (従五位下) | 30,000 коку |
| 9                            | Курода Наотака (1849-1919) (яп. 黒田 直養)   | 1860-1871      | Тикуго-но-ками (筑後守) | Пятый нижний (従五位下) | 30,000 коку |